# Sikandar Sanam
Sikandar Sanam (21 de septiembre de 1960 – 5 de noviembre de 2012) fue un artista, cantante, actor y comediante paquistaní. En Pakistán, se le conoció como el Rey del teatro que redefinió el arte de la mímica en el escenario. El padre de Sikandar, (Late) Syed Abdul Sattar Shoqeen Jetpuri (poeta gujrati), fue un poeta bien conocido de Jetpur, India. Sikandar Sanam acredita a su padre como versátil, talentoso y competente que lo patrocinó con su talento.

## Carrera
Sanam comenzó a actuar cuando era niño en el escenario como artista y cantante. Prefirió la actuación sobre el canto y decidió entrar en el mundo del espectáculo. Se cambió el nombre de Mohammad Sikandar a Sikandar Sanam (Sanam significa amado en urdu).
Sikandar Sanam fue uno de los pocos humoristas que han salido de la escena del teatro Karachi. A pesar de sus bromas coloquiales y habilidades teatrales de improvisación callejera, como muchos otros comediantes, lo que lo distinguía de los demás era su remakes paquistaníes de las películas indias entre las que Khal Nayak 2, Sholay 2, Munna Bhai MBBS 2 y Tere Naam Parte 2 eran los más famosos. La locura por estos remakes incrementó tanto a lo largo del tiempo que los operadores de cable presentaron los remakes debido a la demanda del público, y más tarde, una serie de canales principales de entretenimiento también los emitió.
Sanam ganó mucha popularidad al actuar en Tere Naam 2, que era una parodia de la película india que batió récord, Tere Naam. The Great Indian Laughter Challenge fue con la que ganó el codiciado título de "Rey de la Comedia". Él dirigió, produjo y actuó en varias parodias de las películas de Bollywood.

## Filmografía

### Shows en escena
- Bohat Achay Bhai Bohat Achay
- Agwa Bara-e-Tawan
- Direct Hawaldar
- Kaloo Saloo Aur Maloo
- Comedy King's
- Behropia

### Películas paquistaníes
- Chorron ke Ghar Chorri
- Kabhi Haan Kabhi Na
- Mr. K2
- Zoor
- Chand Babo

### Parodias de películas
- Tere Naam 2
- Radhey Back
- Khal Nayak 2
- Munna Bhai MBBS 2
- Muqaddar Ka Sikandar 2
- Bhola Te Billa
- Sholay 2
- Rambo 007
- Ghanjini
- Dabbang 2
- Bodyguard 2

### Televisión india
- Funjabi Chakde
- The Great Indian Laughter Challenge
- Comedy Champions

## Muerte
En septiembre de 2012, Sanam fue diagnosticado con cáncer de hígado. El actor fue ingresado en el Hospital Universitario Aga Khan, Karachi, aunque más tarde fue dado de alta. Fue llevado a Mirpurkhas a visitar a un curandero el 4 de noviembre de 2012 y regresó a la ciudad el día siguiente. Alrededor de las 15:00, su condición se deterioró y fue trasladado de urgencia al Hospital Civil, donde fue declarado oficialmente muerto. El comediante perdió su batalla contra el cáncer el 5 de noviembre de 2012. Le sobrevivieron su esposa, cuatro hijos y dos hijas.
El funeral de Sanam fue ofrecido en el Siddiqui Masjid en Bohra Pir Several y personalidades del mundo del espectáculo, incluyendo a Umer Sharif, Rauf Lala, Muhammad Ifraheem, Saleem Afridi, Shakeel Siddiqui  y Aftab Alam asistió a la oración. Fue enterrado en el cementerio Korangi.